# Storbritanniens Grand Prix 2002
Storbritanniens Grand Prix 2002 var det tionde av 17 lopp ingående i formel 1-VM 2002.

## Resultat
1. Michael Schumacher, Ferrari, 10 poäng
2. Rubens Barrichello, Ferrari, 6
3. Juan Pablo Montoya, Williams-BMW, 4
4. Jacques Villeneuve, BAR-Honda, 3
5. Olivier Panis, BAR-Honda, 2
6. Nick Heidfeld, Sauber-Petronas, 1
7. Giancarlo Fisichella, Jordan-Honda
8. Ralf Schumacher, Williams-BMW
9. Felipe Massa, Sauber-Petronas
10. David Coulthard, McLaren-Mercedes
11. Pedro de la Rosa, Jaguar-Cosworth
12. Jenson Button, Renault (varv 54, hjul)

### Förare som bröt loppet
- Takuma Sato, Jordan-Honda (varv 50, motor)
- Kimi Räikkönen, McLaren-Mercedes (44, motor)
- Jarno Trulli, Renault (29, elektronik)
- Enrique Bernoldi, Arrows-Cosworth (28, drivaxel)
- Eddie Irvine, Jaguar-Cosworth (23, snurrade av)
- Heinz-Harald Frentzen, Arrows-Cosworth (20, motor)
- Mika Salo, Toyota (15, drivlina)
- Mark Webber, Minardi-Asiatech (9, koppling)
- Allan McNish, Toyota (0, koppling)

### Förare som ej kvalificerade sig
- Alex Yoong, Minardi-Asiatech

## VM-ställning
| Förarmästerskapet 1. Michael Schumacher, Ferrari, 86 2. Rubens Barrichello, Ferrari, 32 3. Juan Pablo Montoya, Williams-BMW, 31 | Konstruktörsmästerskapet 1. Ferrari, 118 2. Williams-BMW, 61 3. McLaren-Mercedes, 37 |